# The Green-Eyed Monster (film 1912 Edison)
The Green-Eyed Monster è un cortometraggio muto del 1912. Non si conosce il nome del regista del film prodotto dalla Edison.

## Produzione
Il film fu prodotto dalla Edison Company.

## Distribuzione
Distribuito dalla General Film Company, il film - un cortometraggio di 210 metri - uscì nelle sale cinematografiche degli Stati Uniti il 2 ottobre 1912. Nelle proiezioni, veniva programmato con il sistema dello split reel, accorpato in un'unica bobina con un altro cortometraggio prodotto dalla Edison, il documentario Olympic Games, Pittsburgh Y.M.C.A..